# Matratze

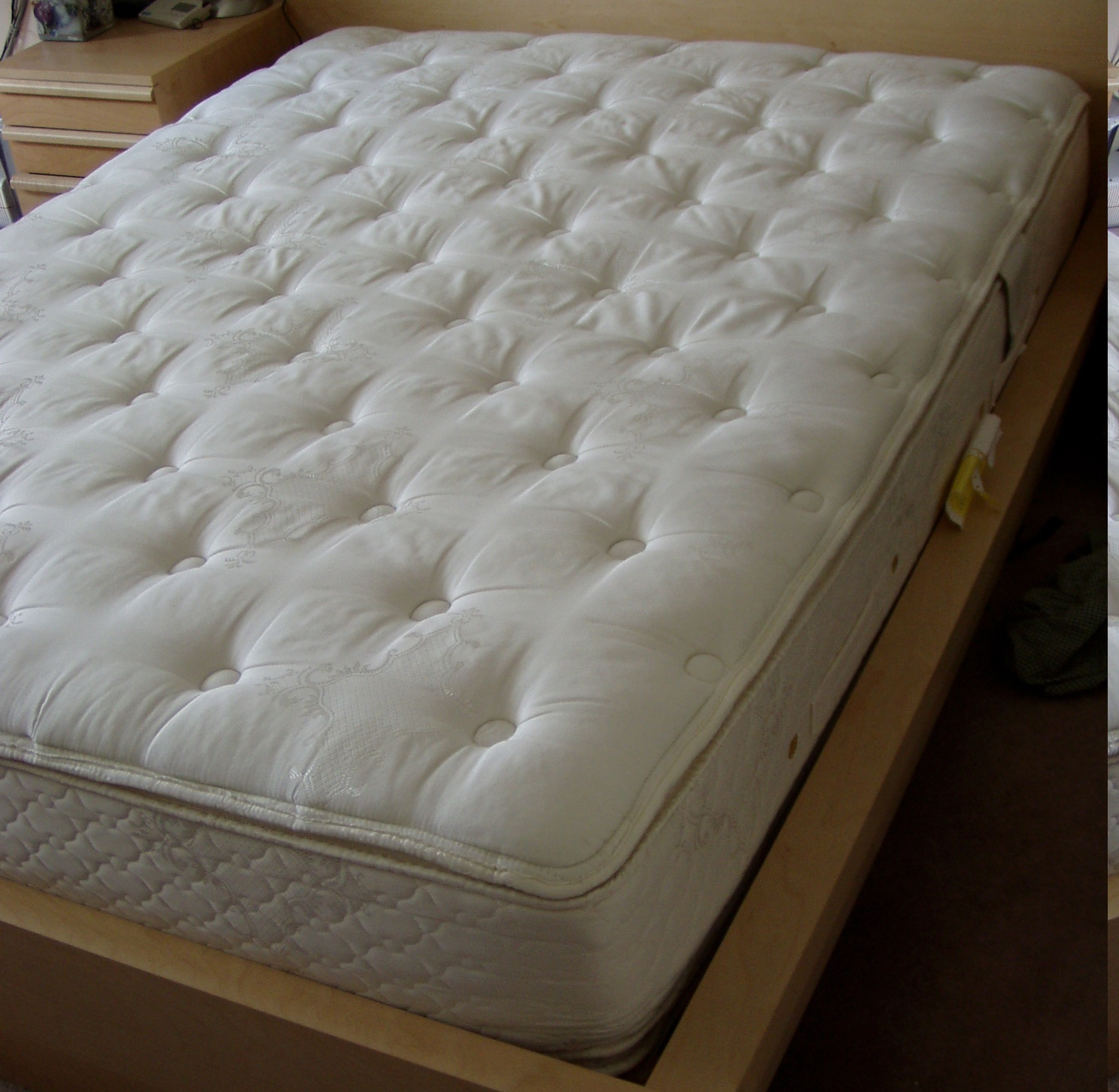
Matratze

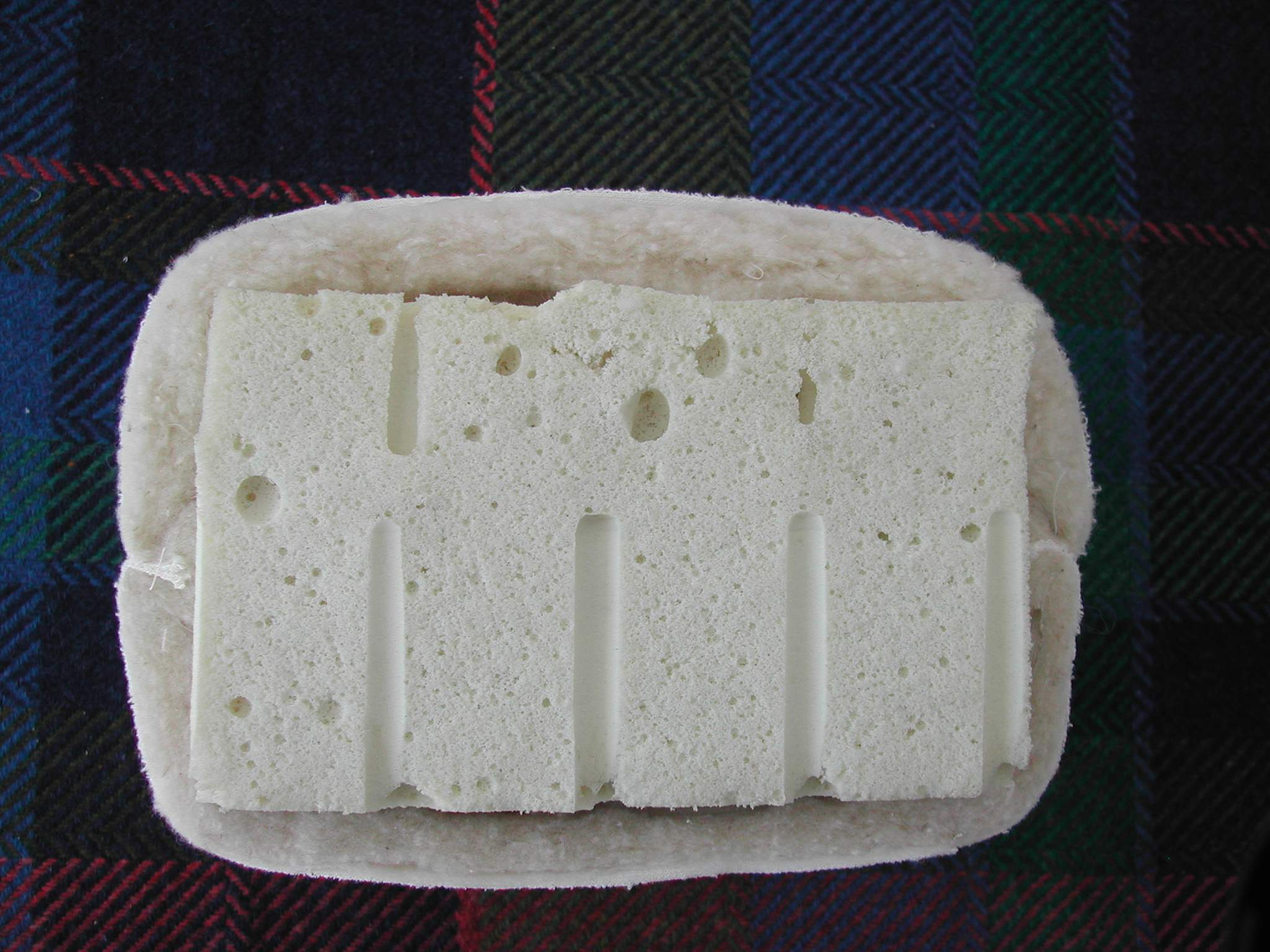
Muster eines Matratzenkerns aus Latexschaum mit Polsterung

Eine Matratze ist ein in der Regel auf Lattenroste oder Unterfederungen gelegtes Polster, das ein komfortables Liegen ermöglicht. Die Kombination von Matratze und darauf abgestimmtem Lattenrost wird als Bettsystem bezeichnet. Gemeinsam mit dem Rahmen oder Gestell bildet diese Komponente das Bett.
Der Matratzenkern aus Schaumstoff, Latex, Naturprodukten oder Federkern wird heutzutage meist mit einer Matratzenhülle aus Jersey, Frottee oder selten auch Drillich versehen. Die Hülle wird mit Schafwolle, Vlies, Baumwolle, Wildseide oder Rosshaar versteppt.
In jüngerer Zeit werden Matratzen überwiegend mit drei bis sieben Liegezonen unterschiedlicher Verformungseigenschaften gefertigt, die den Bedürfnissen der einzelnen Körperregionen auf Stützung gerecht werden sollen. Es wird immer mehr zum Standard, dass der Matratzenbezug abnehmbar ist und gewaschen oder gereinigt werden kann.

## Herkunft und Geschichte

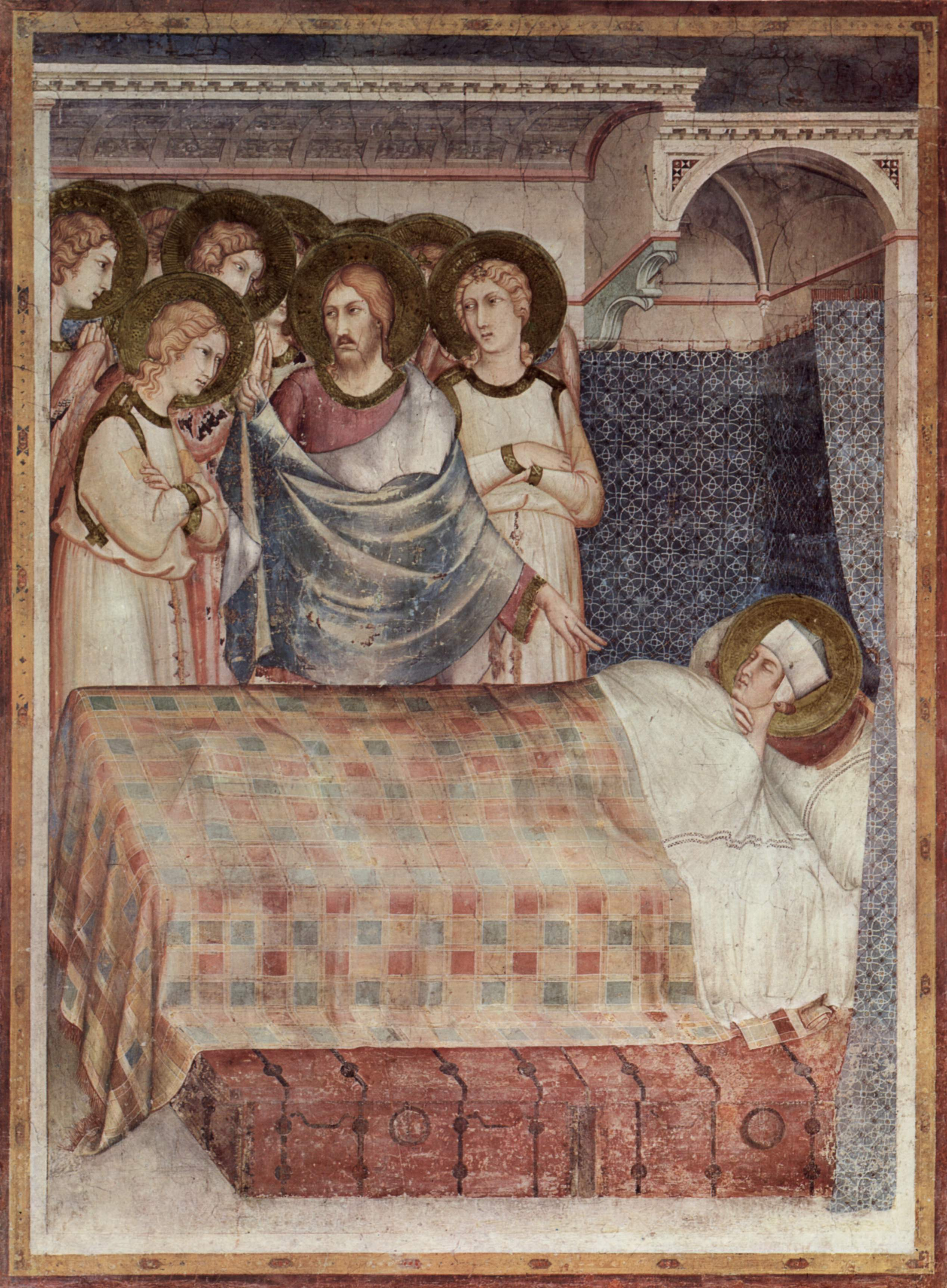
Matratze auf einem Gemälde des 14. Jahrhunderts

Das Wort Matratze kommt von dem frühitalienischen Wort materazzo, das seinerseits auf das arabische Wort matrah / مطرح / maṭraḥ / ‚Bodenkissen‘ zurückgehen soll. Vorläufer heutiger Matratzen gab es schon im Altertum.
Das Bett des Odysseus war nach der Homerischen Überlieferung ein verziertes vierfüßiges Rahmenwerk, bespannt mit Riemen aus purpur-schillernder Stierhaut und bedeckt mit Fellen und Teppichen, mit leinenem Überzug und wolligem Mantel als Decke. Die Griechen hatten hölzerne Bettstellen, oft mit reich verzierten Füßen und lehnenartiger Erhöhung am Kopfende. Auf Gurten ruhten die mit Wolle oder Naturfasern gefüllten Matratzen.
Das Bett der Römer war ähnlich konstruiert und oft mit großem Luxus ausgestattet. Es trug auf Gurten die mit Schilf, Heu, Wolle oder Federn von Gänsen oder Schwänen gefüllte Matratze (culcita, torus). Bei Ausgrabungen in Herculaneum, das dem Vesuvausbruch im Jahr 79 zum Opfer fiel, wurde im Hause eines ehemaligen Sklaven eine Kinderwiege entdeckt, in der eine Matratze aus Pflanzenfasern lag. Dies bedeutet, dass auch das gemeine Volk sich diesen Komfort schon leistete. Schon zu Zeiten der Kreuzzüge im 12. und 13. Jahrhundert waren Matratzen in der arabischen Welt üblich. Sie wurden so oder über den Kulturaustausch am damaligen Hof von Friedrich II. in Sizilien den Rittern bekannt und gelangten dadurch nach Europa.
Matratzen, die dem modernen Typ nahekommen, waren bis in die Neuzeit zumeist purer Luxus und nur den höheren Schichten vorbehalten; sie bestanden meist aus Kissen. Das gemeine Volk schlief auf harter Unterlage, mit Seegras, Schilf, Stroh oder Spreu gefüllten Säcken. Ab Ende des 19. Jahrhunderts wurden Matratzen, die meist von Sattlern hergestellt und oft dreiteilig waren, bei der bürgerlichen Schicht populär. Seit dem Zweiten Weltkrieg sind die Ansprüche an Matratzen und auch Lattenroste deutlich gestiegen. Neue Füllstoffe wie Latex oder Polyurethanschaum (PUR) sind nunmehr marktbeherrschender Standard.
Matratzen werden heute fast ausschließlich einteilig hergestellt. Früher waren auch zwei- oder dreiteilige Matratzen üblich, die das Wenden, Lüften und Ausklopfen von voluminösen und schweren Matratzen erleichterten. Zum Teil haben Matratzen heute eine Sommer- und eine Winterseite.

## Standardgrößen
Unter Standardgrößen versteht der Handel die Maße, die von den Produzenten in der Regel ab Lager lieferbar sind. Bei Sondergrößen ist dagegen mit zum Teil deutlichen Preisaufschlägen und längerer Lieferzeit zu rechnen.
In Deutschland haben sich die Standardgrößen für Matratzen seit den 1960er Jahren verändert, was einerseits auf die gestiegenen Körpergrößen der Käufer, andererseits auf den Wunsch nach mehr Komfort zurückzuführen ist. Die derzeit gängigen Maße sind:
| Breite in cm | Länge in cm | Länge in cm | Länge in cm | Länge in cm | Handels- name |
| Breite in cm | 140         | 190         | 200         | 220         | Handels- name |
| ------------ | ----------- | ----------- | ----------- | ----------- | ------------- |
| 70           | 70 × 140    |             |             |             |               |
| 80           |             | 80 × 190    | 80 × 200    |             |               |
| 90           |             | 90 × 190    | 90 × 200    | 90 × 220    | Single Size   |
| 100          |             | 100 × 190   | 100 × 200   | 100 × 220   |               |
| 120          |             |             | 120 × 200   |             |               |
| 140          |             |             | 140 × 200   | 140 × 220   | Double Size   |
| 160          |             |             | 160 × 200   | 160 × 220   | Queen Size    |
| 180          |             |             | 180 × 200   | 180 × 220   | King Size     |
| 200          |             |             | 200 × 200   | 200 × 220   |               |

70 cm × 140 cm ist das übliche Maß für Kindermatratzen, für Kinderbetten sind auch die Maße 60 cm × 120 cm im Handel. Von den Herstellern werden jedoch auch sämtliche Sondermaße, beispielsweise für sehr große Menschen, gefertigt.

## Härtegrade
Matratzen werden in unterschiedlichen Härtegraden angeboten, die jedoch nicht genormt sind. Je nach Produzent können sich die Angaben erheblich unterscheiden. Selbst unterschiedliche Matratzenmodelle desselben Produzenten sind in der Festigkeit häufig unterschiedlich, obwohl die Härtegradangaben identisch sind. Die fehlende Normung der Härtegrade ermöglicht den Herstellern, eigene Angaben zum Härtegrad einer Matratze zu vergeben. Manche Hersteller nutzen lediglich die Härtegrade H2 und H3, andere unterteilen die Härtegrade feinstufig in H1 bis zu H5. Meistens werden drei Stufen angeboten. Für die Auswahl der passenden Matratzenhärte wird meist das Körpergewicht ausgewählt, woraus sich zum Beispiel die folgende Einteilung ergibt.
- Härtegrad 1 = weich, für Personen bis 60 kg Körpergewicht,
- Härtegrad 2 = mittel, für Personen bis 80 kg Körpergewicht,
- Härtegrad 3 = hart, für Personen über 80 kg Körpergewicht.

Eine zu weiche Matratze kann die Wirbelsäule und den gesamten Körper durchhängen lassen, wodurch Rückenbeschwerden auftreten können. Ist die Matratze hingegen zu hart, kann dies zu eingeschlafenen Gliedmaßen oder Druckstellen am Körper führen. Es gibt Tabellen, in denen Körpergröße und -gewicht berücksichtigt werden, der individuelle Körperbau wie ausgeprägte Schultern, ein ausgeprägtes Becken oder eine zierliche Taille jedoch vernachlässigt wird.
Matratzen sollten in Verbindung mit den geeigneten Lattenrosten die Regeneration des Körpers unterstützen. Die Wirbelsäule sollte ihre natürliche Doppel-S-Form einnehmen können und zwischen Kopf und Steißbein eine durchgängig gerade Linie bilden. Vor allem bei Seitenschläfern sollten Schulter und Becken entsprechend tief in die Matratze einsinken können. Marktübliche Höhen variieren zwischen 14 und 25 cm. Es gibt unterschiedliche Systeme aus Unterfederung und Matratze, die mit deutlich niedrigeren Höhen von 10 cm auskommen und trotzdem konturgerechten Schlafkomfort bieten.

## Matratzen-Typen
Je nach Material der inneren federnden und äußeren Bezugsgestaltung werden die folgenden Typen unterschieden. Eine genauere Beschreibung erfolgt in den weiteren Absätzen.
Federkernmatratzennach der Form und Ausführung mit den Unterarten Bonnellfederkernmatratze, Cosiflexfederkernmatratze, Taschenfederkernmatratze, Tonnentaschenfederkernmatratze
LatexmatratzenNaturlatexmatratze, Schichtlatexmatratze, nach der Formung Fingerlatexmatratze, Talaley-Latex-Matratze
SchaumstoffmatratzenKaltschaummatratze, Viskoelastische Matratze, Gelschaum-Matratze
PS-Matratzeaus Polystyrol, ist in den Eigenschaften eine Kombination aus Latex- und Schaumstoffmatratze
NaturmatratzenFuton, Rosshaarmatratze, Seegrasmatratze, Strohmatratze, Getreideschalenmatratze
Wasserbetten
Dekubitusmatratzen
Luftkernmatratzen
Eine Klassifizierung nach den im Weiteren beschriebenen Vor- und Nachteilen ist nicht allgemein möglich. Von einigen Herstellern werden verschiedene Materialien und Aufbauten kombiniert. Selbstverständlich unterscheidet sich der individuell empfundene Liegekomfort zwischen einfachen, als Gästebett konzipierten Luftmatratzen und Matratzensystemen mit Luftkern erheblich.

### Federkernmatratzen
Die innere Struktur von Federkernmatratzen besteht aus einem Stahlfederkern.

#### Bonnellfederkern

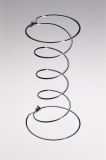
Einzelne Bonnell-Feder

Ein Bonnellfederkern besteht aus Stahlfedern mit taillierter Form, bei der zwei geschlossene Endringe durch eine Wendel miteinander verbunden sind. Andere Formen sind Federkerne aus Endlosfedern (continuous coil) und Leichtfederkerne (LFK) mit mehreren Federn kleineren Durchmessers, deren Endringe im Gegensatz zur Bonnellfeder nicht geschlossen sind. Ein Bonnellfederkern ist gegenüber Leichtfederkernen und Endlosfederkernen weniger elastisch.

#### Taschenfederkern
Bei einem Taschenfederkern sind die einzelnen Federn zylindrisch, haben also überall den gleichen Durchmesser, und sind in Stofftaschen eingenäht, die zu einer Fläche in Matratzengröße verklammert oder verklebt oder mit Schnur zusammengebunden sind. Diese weisen eine gute Punktelastizität auf, eignen sich aber nur bedingt für verstellbare Lattenroste.

#### Tonnentaschenfederkern
Den höchsten Komfort bietet die Tonnen-Taschenfederkern-Matratze, bei der die Metallfedern eine bauchige Form haben und dadurch flexibler als Taschenfederkernmatratzen sind.

#### MischFormen
Einen Kompromiss zwischen Taschenfederkern und biegsamerem Schaumstoff bilden Matratzen, die vom Kopf- bis zum Fußende abwechselnd aus Reihen von Taschenfederkernen und Schaumstoff bestehen und so die Eigenschaften der beiden Matratzentypen ausgleichen.

#### Polsterung
Über dem Federkern sind verschiedene Materialien als Polsterung möglich. Eine Filzplatte oder (bei billigen Matratzen) ein dünnes Vlies dienen als Polsterträger. Dies soll die Polsterung davor bewahren, von den Metallfedern durchgerieben zu werden. Die Polsterung besteht aus Schaumstoff, darauf liegt der Bezug. In diesen ist häufig Polyesterfaservlies, Baumwollfaser, Schurwolle oder Rosshaar eingesteppt. Der Bezugstoff für diese Matratzen besteht zumeist aus Baumwolle oder einem Baumwolle-Viskose-Gemisch.

#### Vorteile
- Federkernmatratzen haben ein ausgesprochen gutes Raumklima (bleiben aber kalt), da die während der Benutzung eindringende Feuchtigkeit später unproblematisch an die Außenluft abgegeben wird. Schimmelbildung ist daher kaum ein Thema.
- Moderne Federkernmatratzen, wie viele der Taschenfederkernmatratzen, bieten von Kopf bis Fuß verschiedene Zonen an, um den unterschiedlichen Gewichten der Körperteile und Einsinktiefen gerecht zu werden. Meist sind es fünf oder sieben Zonen.
- Schlichte Federkernmatratzen sind kostengünstiger, Taschenfederkern- und Tonnentaschenfederkerne sind bei besserer Qualität teurer.
- Federkernmatratzen sind robust und behalten viele Jahre ihre ursprüngliche Form, soweit es die Metallkonstruktion betrifft. Sie sind für einfache Lattenroste verwendbar.
- Hochwertige (Tonnen-)Taschenfederkernmatratzen haben eine gute Punktelastizität.
- Hohe Recyclebarkeit und dadurch nachhaltiger

#### Nachteile
- Einfache Federkernmatratzen bieten keine Punktelastizität, d. h., die Einsinktiefe problematischer Körperzonen wie Schulter und Becken ist nicht optimal. Der Liegekomfort kann darunter stark leiden.
- Federkernmatratzen sind weniger geeignet in Kombination mit verstellbaren Lattenrosten, weil sie sich einer unebenen Unterlage nicht so gut anpassen. Außerdem können die Liegeeigenschaften vermindert werden, wenn der Druck des Körpergewichts nicht senkrecht von oben auf die Matratze wirkt.
- Bei einigen Modellen können die Federn mit der Zeit durch die Polsterung drücken und dadurch den Liegekomfort erheblich einschränken.
- Taschenfederkernmatratzen haben nur eine schwache Wärmeisolation, weshalb sie für Personen, die schnell frieren, ungeeignet sind. Dies kann aber z. B. durch Schafwollauflagen vollkommen ausgeglichen werden.
- Falls bei den Matratzen eine minderwertige Schaumabdeckung verwendet wurde, können im Laufe der Zeit Kuhlen entstehen, die sich stark auf den Liegekomfort auswirken können.
- Im Vergleich zu anderen Matratzen haben Taschenfederkernmatratzen ein hohes Gewicht, weshalb das regelmäßige Wenden nur mit viel Kraftaufwand möglich ist.[6]

### Luftkernmatratzen
Luftkernmatratzen sind ähnlich aufgebaut wie Federkernmatratzen und haben anstelle des Federkerns ein bis zwei Luftkerne (elastische Luftbehälter), deren Härte sich durch Aufpumpen und Ablassen von Luft einstellen lässt. Ihr Vorteil ist es, dass der Härtegrad direkt regulierbar ist und so an persönliche Vorlieben und Bedürfnisse angepasst werden kann. Einfache Systeme weisen teilweise auf Grund fehlender Punktelastizität Probleme im Liegekomfort auf. Komplexere Systeme können diesen Schwachpunkt durch ihre Struktur ausgleichen und werden vom Institut für Gesundheit und Ergonomie sogar explizit empfohlen. Die Problematik von aufgestauter Feuchtigkeit durch den undurchlässigen Luftkern wird bei hochwertigen Systemen mit mehrschichtigem Aufbau auf ein Minimum reduziert und liegt nicht über jenem von anderen Matratzensystemen.
Mittlerweile gibt es auch „selbstaufblasende“ Luftmatratzen, bei denen eine innenliegende Federung oder ein Schaumstoffkern den Hohlkörper auseinanderdrückt, wodurch Luft durch das Ventil einströmt. Das Verschließen des Ventils bewirkt, dass das gebildete Luftpolster in der Luftmatratze bleibt.

### Latexmatratzen

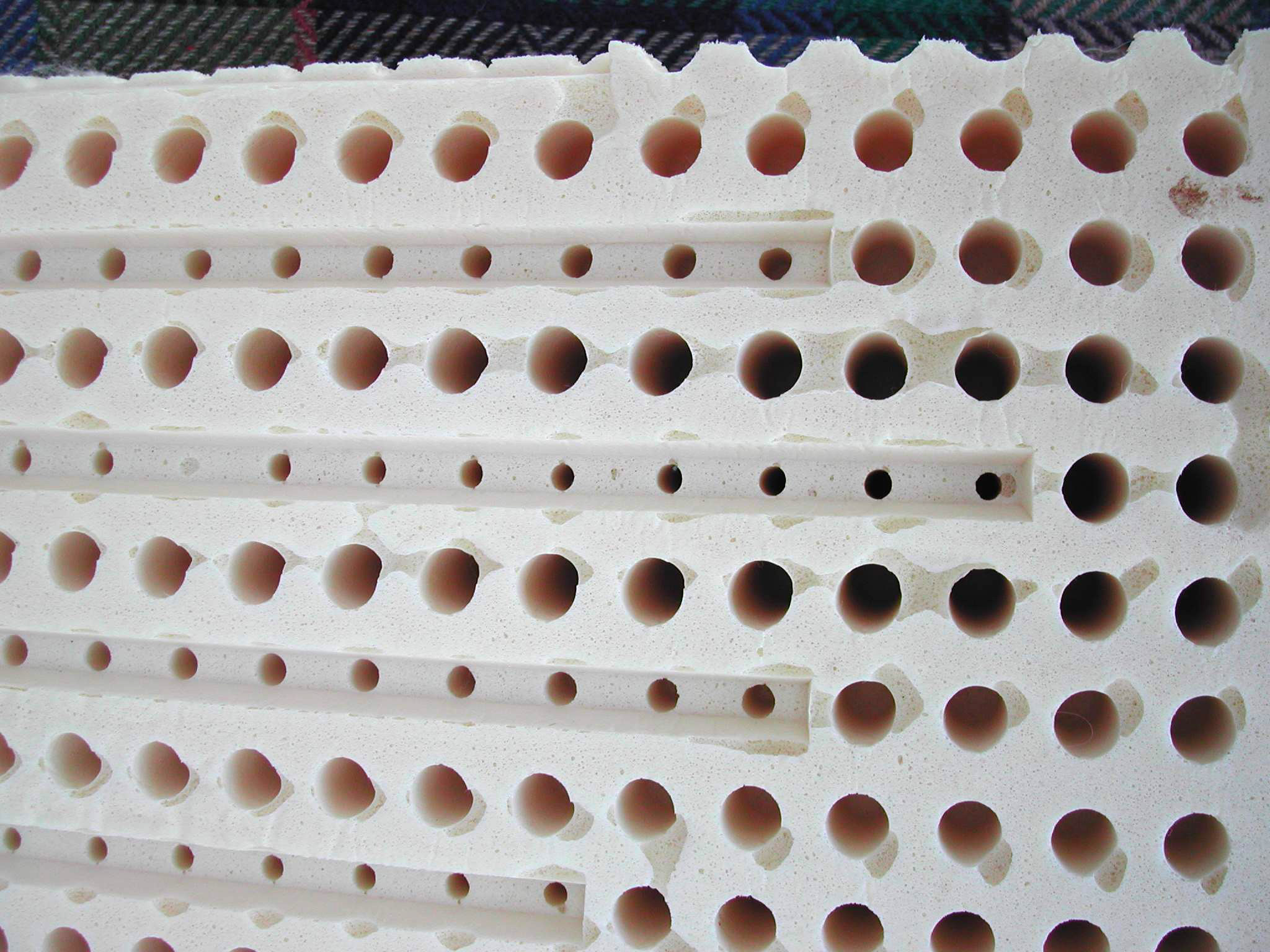
Stiftlatexkern

Diese Matratzen bestehen aus Gummi und können aus synthetischem, natürlichem oder gemischtem Latex hergestellt sein. Naturlatexmatratzen bestehen komplett aus Naturlatex, der aus dem Hevea-Brasiliensis-Baum gewonnen wird. In der Endqualität sind die Unterschiede zu solchen aus Syntheselatex gering, so gibt es auch Mischformen. Latexmatratzen werden durch Vulkanisation hergestellt, indem die Latexmischung in eine Stahlform gegossen und anschließend erhitzt wird. Die in die Form eingearbeiteten Heizstifte ergeben die charakteristischen Löcher in der Latexmatratze, „Stiftlatex“.
Als Naturlatexmatratze darf eine Matratze nur dann bezeichnet werden, wenn ausschließlich Naturpolymere ohne synthetischen Latex eingesetzt wurde. Um die Konsistenz zu erzielen, werden zur Vulkanisation etwa 5 % Vulkanisiermittel (vorwiegend Schwefel und Salze) hinzugefügt. Das Ergebnis dieser chemischen Reaktion ist Naturlatex. Der Polymer-Anteil ist 100 % Naturpolymer und die eingesetzten Vulkanisationsmittel dürfen 5 % nicht übersteigen.
Der Naturlatex weist im Vergleich zu synthetischem Latex eine höhere Punktelastizität auf. Das Raumgewicht des Naturlatex liegt je nach Festigkeitsgrad zwischen 70 und 90 kg/m³, Naturlatex ist damit deutlich schwerer als Kaltschaum.
Es gibt Institutionen, die Naturlatexmatratzen aus unterschiedlichen Blickwinkeln prüfen. Der QUL (Qualitätsverband umweltverträgliche Latexmatratzen e. V.) beispielsweise ist ein Verbund großer Matratzenhersteller, der Qualitätskriterien für die Matratzen seiner Mitglieder aufstellt. So prüft der QUL die Zusammensetzung der Matratzen und vergibt den Matratzen ein Gütesiegel, wenn die sonstigen Kriterien eingehalten wurden. Andere unabhängige Institutionen, wie Öko-Tex, prüfen auf Schadstoffrückstände, die auch in Naturlatexmatratzen vorhanden sein können.
Schichtlatexmatratzen bestehen aus mehreren Schichten von Latex und Schaumstoff-Elementen, die häufig mittels Klebstoffen fest miteinander verbunden sind. Die Hersteller wollen damit die Eigenschaften optimieren.

#### Vorteile
- sehr gute Anpassungsfähigkeit an Körperkonturen und Lattenroste
- absolute Geräuschfreiheit
- hervorragende Punktelastizität
- sehr gutes Federungs- und Rückstellungsverhalten bei Liegeveränderung
- bei entsprechender Pflege geringe Anfälligkeit für Milbenbefall

#### Nachteile
- Latexmatratzen mit hohem Raumgewicht sind teilweise sehr schwer und unhandlich durch ihre hohe Flexibilität.
- teilweise leichter Eigengeruch aufgrund nicht perfekter Vulkanisation, kann nach kurzer Zeit verschwinden
- je nach Zusammensetzung des Matratzenkerns stark unterschiedliches Alterungsverhalten
- Es gibt keine Recyclinglösung für Latexschaum-Matratzen

### Kaltschaummatratzen

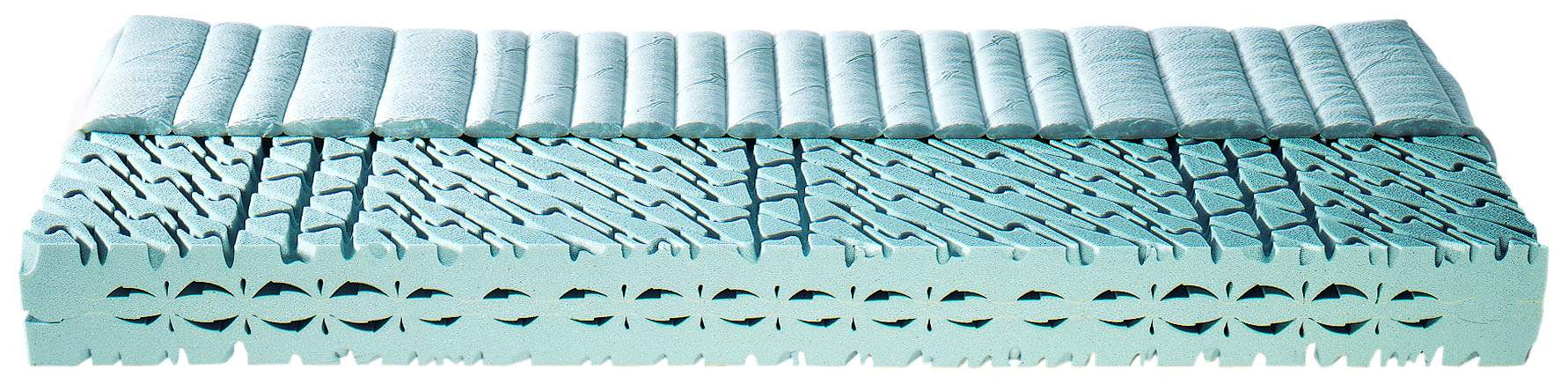
Profil einer PUR-Schaumstoffmatratze

Schaumstoffmatratzen standen lange Zeit in schlechtem Ruf. Sie galten als Billigware mit schlechter Haltbarkeit. Dies hat sich in den letzten Jahren durch Neuentwicklungen geändert. Schaumstoffmatratzen bestehen heute meist aus einem Polyurethan-Kaltschaum-Matratzenkern. Dessen Qualitäten und Eigenschaften hängen von der Stauchhärte, der Art der Herstellung und der eingearbeiteten Profile ab.
Raumgewicht ist das Gewicht pro Raumeinheit der aufgeschäumten Rohmasse, meist als Kilogramm Rohmasse je ein Kubikmeter Schaumstoff vor dessen Weiterverarbeitung.
Stauchhärte ist der Druck, der aufgebracht werden muss, um einen Schaumrohblock um 40 % einzudrücken. Je niedriger die Stauchhärte (in kPa), desto weicher ist der Schaum.
Seit dem weitgehenden Verbot der ozonschädigenden Fluorchlorkohlenwasserstoffe (FCKW) wird in den meisten Industriestaaten Kohlendioxid als Treibmittel beim Aufschäumen verwendet. Bei Kaltschaumkernen wird häufig auf Treibmittel verzichtet, das Aufschäumen erfolgt beim Polymerisieren der chemischen Grundsubstanz in Gegenwart von Wasser. In den EU-Ländern gibt es nur wenige Hersteller von Polyurethan-Schaumstoffen für die Matratzenproduktion.
Schaumstoffmatratzen können sich bei Temperaturen über 400 °C entzünden. Deshalb werden feuerhemmende Zusatzstoffe eingesetzt, die jedoch nach „Oeko-Tex Standard 100“ nicht zulässig sind. Um das Brandrisiko zu mindern, kann ein schwer entflammbarer Überzug verwendet werden.
Matratzen aus Kaltschaum haben die Eigenschaft, an den belasteten Stellen im Laufe der Zeit nachzuweichen, also an diesen Stellen die Stauchhärte abzubauen. Kaltschaum wird deshalb häufig für die Herstellung von 7-Zonen-Matratzen eingesetzt, da ein Einsinken des Körpers an den stärker belasteten Stellen der Matratze (Schulter und Gesäß) zu einer orthopädisch gesünderen Körperhaltung beim Schlafen führt. Anders als bei normalen (heißgeschäumten) Komfort- und Standardschäumen neigen Kaltschäume nicht zu einer Kuhlen-/Mulden-Bildung.
Für eine optimale Lebensdauer und geringstmöglichen Verschleiß sollte eine Kaltschaummatratze etwa alle ein bis zwei Monate gewendet werden. 7-Zonen-Kaltschaummatratzen sind symmetrisch aufgebaut und können andersherum (Kopf- auf Fußende) gelegt werden. Die sieben Zonen sind eigentlich vier in der Mitte gespiegelte Zonen, je eine Zone für Kopf, Schulter und Becken, die vierte Zone ist die Hüft-Zone in der Mitte der Matratze. Nach unten baut die Matratze wieder von Becken- zu Schulter- zu Kopfzone auf. Moderne Schaumstoff-Matratzensysteme bieten anstatt eines symmetrischen 7-Zonen-Aufbaus heute auch die Möglichkeit einer modularen Anpassung an individuelle körperliche Voraussetzungen. Durch die hohe Zahl an möglichen Zusammenstellungen wird so eine sehr gute Annäherung an die ideale Festigkeitsverteilung der Schlafunterlage erreicht.

#### Vorteile
- Sehr gute Anpassungsfähigkeit an Körperkonturen und Lattenroste
- Absolute Geräuschfreiheit
- Hervorragende Punktelastizität
- Sehr gutes Federungs- und Rückstellungsverhalten bei Positionsveränderung
- Bei entsprechender Pflege geringe Anfälligkeit für Milbenbefall
- Kann zum Transport gefaltet oder gerollt werden (Rollmatratze)
- Lange Lebensdauer (abhängig vom Raumgewicht)
- Sehr gute Wärmeisolation, merklich besser als Federkernmatratzen
- Durch den (meist) abnehm- und waschbaren Matratzen-Bezug sehr gute hygienische Bedingungen beim Schlafen

#### Nachteile
- Ohne feuerhemmende Zusatzstoffe oder schwer entflammbaren Überzug stellen sie ein Brandrisiko dar.
- Der durch chemische Prozesse entstandene, oft stechende Geruch verschwindet häufig erst nach mehrwöchigem Lüften.
- Die Langlebigkeit ist geringer als bei reinen Federkernmatratzen
- Durch die sehr gute Wärmeisolation sind Kaltschaummatratzen für Personen, die leicht schwitzen, meist ungeeignet. Dieses Problem tritt oft nach dem Wechsel von gut durchlüfteten Matratzentypen (wie z. B. Federkernmatratzen) zu einer Kaltschaummatratze auf.
- Es gibt kaum oder nur sehr minderwertige Recyclinglösung für Kaltschaummatratzen

### Viskoelastische Matratzen
Viskoelastische, „thermoplastische“ Matratzen bestehen mindestens zum Teil aus Formgedächtnis-Polymer (memory foam) und passen sich dem Körper der ruhenden Person an. Dies geschieht durch den Einfluss der Körperwärme gefolgt vom Einsinken in die Matratze. Nach der Veränderung der Liegeposition wird nur verzögert in die ursprüngliche Form zurückgestellt. Dies hat je nach Häufigkeit des Wechsels der Schlafposition gewisse Vorteile, aber auch Nachteile. Über die mutmaßliche Lebensdauer dieser Matratze kann noch keine Aussage gemacht werden.
Zum Schwitzen neigende Menschen empfinden sie als zu warm, vor allem wenn die Matratzenumhüllung keine Wattierungsschicht zur Luftzirkulation hat. Heute werden viskoelastische Matratzen meist aus einer unteren Lage aus gewöhnlichem PUR-Schaum und einer oberen Lage Formgedächtnisschaum hergestellt.

#### Vorteile
- Sehr gute Anpassungsfähigkeit an Körperkonturen und Lattenroste
- Druckempfindliche Körperstellen werden mehr entlastet als bei anderen Matratzen
- Absolute Geräuschfreiheit bei Wohnraum-Temperaturen
- Hervorragende Punktelastizität
- Bei entsprechender Pflege geringe Anfälligkeit für Milbenbefall

#### Nachteile
- Relativ teuer
- Verzögerte Rückstellung in die Ursprungsform kann die natürliche Häufigkeit von Positionsveränderungen im Schlaf beeinträchtigen
- Wärmestau in den entstehenden Kuhlen, sofern der Schaum nicht atmungsaktiv ist.
- Für gerne kalt schlafende Personen und unbeheizte Schlafzimmer nicht geeignet, außer der Schaum ist klimaausgleichend und atmungsaktiv, da er sich dann an der eigenen Körperwärme orientiert.
- Meist gummiartige Oberfläche mit stark eingeschränkter Feuchtigkeitsregulation
- Recycling von viskoelastischen Matratzen ist nicht möglich

### Naturmatratzen
Diese Bezeichnung bei Matratzen bezieht sich auf ausschließlich aus der Natur kommende Materialien, wie Naturlatex, ungebleichter Baumwolle, Kokosfasern, Rosshaar, Stroh und Seegras. Diese Materialien werden meist zu Matten von ein bis zwölf Zentimeter Stärke gefertigt. Die Kombination verschiedener Schichten erlaubt die Fertigung von Matratzen in verschiedenen Härtegraden. Es werden keine Metalle oder chemische Stoffe verwendet, die ausgasen könnten. Das Rückführen in den biologischen Kreislauf ist unproblematisch.
Stärkere Matratzen aus Naturmaterialien passen sich mitunter weniger gut an verstellbare Lattenroste an. Ein erhöhtes Gewicht erschwert das Wenden zum gleichmäßigen Einliegen der Matratze.

### Naturölmatratzen
Naturölmatratzen sind mit Kaltschaumqualitäten vergleichbar und haben unterschiedlich hohe Anteile an Polyol natürlicher Öle. Man kann annehmen, dass neu auf dem Markt vorhandene Produkte mehr nachwachsende Rohstoffe statt aus Erdölderivaten gewonnene Polyole zur Polymerisation enthalten. Die in der Werbung kolportierten „100 % Naturölanteil“ sind allerdings zurzeit technisch aufgrund der Fettsäurezusammensetzung nicht machbar und irreführend.

### Futon
Im Japanischen bezeichnet Futon (jap. 布団) auch jegliche Art von Decke. In traditionellen japanischen Räumen (sogenannte Washitsu) werden Futons als Schlafunterlage auf den Boden gelegt. Um Platz zu sparen, wird das gesamte Bettzeug tagsüber in Wandschränken (sogenannte Oshiire) verstaut. Auf Futons liegt man recht hart. Diese Art des Schlafens kam in westlichen Ländern in Mode, hat sich jedoch nicht durchgesetzt. In Europa werden Futon-Matratzen häufig mit loser Baumwolle oder mit aufbereiteten Stoff- und Faserresten befüllt und mit Untergestell aus unnachgiebigen Latten ausgeliefert, die sich zu einer Art Sofa aufklappen lassen. Im Handel werden mitunter dünnere Matratzen beliebiger Machart als Futonmatratzen bezeichnet.

### Wasserbetten
Wasserbetten werden in die zwei Hauptkategorien unterschieden
- Hardsider (mit festem Bettgestell) und
- Softsider (ohne Rahmen).

Über den Wasserkern ist der oberseitige Bezugsstoff gespannt oder wird als Reißverschlussbezug aufgezogen. Die Qualitäten reichen von einfachen Frotteeauflagen bis hin zu funktionsreichen Medicott-, Bambus-, Lyocell- oder sogar Kashmirbezügen.

### Sonstige Matratzentypen

#### Boxspring
Statt auf einem Lattenrost liegt die Matratze auf einem soliden Unterbau, dessen Oberseite durch abgedeckte Stahlfedern gebildet wird. Die Bauweise des gefederten Bett-Unterbaus wird als Boxspring bezeichnet und ist in Nordamerika weit verbreitet. Wurden traditionell Federkern-Matratzen verwendet, so kommen inzwischen auch höherwertiger Kaltschaum und Viscoschaum zum Einsatz.

#### Anti-Dekubitusmatratzen
Anti-Dekubitusmatratzen können vor allem in der häuslichen Pflege hilfreich sein, dürfen aber nicht darüber hinwegtäuschen, dass ein bewegungsunfähiger Patient weiterhin umgelagert werden muss. Ein Dekubitus kann sich bei Bettlägerigen immer ausbilden. Wissenschaftlich nachgewiesen muss der Zeitpunkt der Umlagerung individuell anhand der patientenbezogenen Risikofaktoren festgelegt werden.
1. Wechseldruckmatratzen sind die gebräuchlichsten Matratzen bei der Dekubitusprophylaxe und -behandlung. Die Technik der Matratze beruht auf in Querreihen angeordneten Luftschläuchen (ähnlich den Leisten eines Lattenrostes), die in Gruppen mit einem Luftpumpsystem unterschiedlich gefüllt werden. Je nach Schwere des Dekubitus werden die Schläuche in drei oder mehr getrennt gesteuerte Gruppen zusammengefasst. Durch dieses zeitlich gesteuerte Aufpumpen und teilweise Ablassen von Schlauchgruppen wird der Körper des Liegenden immer wieder neu gelagert. Als Ergebnis werden die Druckstellen am Körper immer wieder entlastet. Als Folge verringert sich das Risiko von Druckwunden und schließen sich Druckwunden wieder. Genutzt wird dieser Matratzentyp hauptsächlich bei Menschen, die über lange Zeit bettlägerig sind und sich nicht selbst in unterschiedlichen Positionen lagern können. Als Nachteile können der hohe Preis und die Geräuschentwicklung angesehen werden.
2. Weichlagerungsmatratzen sind viskoelastische Schaumstoffmatratzen, die sich der Körperform besonders anpassen. Als Ergebnis wird die Auflagefläche des Körpers erhöht und damit die Flächenpressung abgesenkt. Seit den 1990er Jahren haben diese Matratzen die Wechseldruckmatratze und kleine Wassermatratzen zur partiellen Entlastung des Körpers zunehmend verdrängt.

Die Leitlinien zur Dekubitusprävention von NPUAP (National Pressure Ulcer Advisory Panel) und dem Expertenstandard der DNQP (Deutsches Netzwerk für Qualitätssicherung in der Pflege) fordern gemäß den aktuellen wissenschaftlichen Erkenntnissen den Einsatz einer druckverteilenden Matratze.

#### Partnermatratze
Eine Partnermatratze besteht aus zwei einzelnen Matratzen, die miteinander verbunden werden. Dabei werden zwei Matratzenkerne entweder sehr eng in einen Matratzenbezug gelegt oder aber die beiden Matratzenkerne werden verklebt und kommen dann in einen Bezug. Es entsteht ein durchgängiges Liegegefühl. Die Partner können unterschiedliche Matratzenkerne für sich wählen, etwa mit unterschiedlichen Härtegraden.
Die Partnermatratze hat den Vorteil, dass die sogenannte „Besucherritze“ umgangen wird. Das ist der Spalt, der entsteht, wenn zwei Matratzen in ein Bettgestell gelegt werden. Eine einfache Abhilfe gegen die Besucherritze stellt die sogenannte „Liebesbrücke“ dar, die auch Ritzenfüller, Doppelbettbrücke oder Matratzenkeil genannt wird.

## Nachhaltigkeit von Matratzen
In der EU sind gegenwärtig rund 345 Millionen Matratzen im Privatgebrauch und 19,5 Millionen Matratzen in Hotels, Spitälern, Armeegebäuden und ähnlichen Institutionen. Davon werden in Europa jährlich schätzungsweise 35 Millionen entsorgt und landen größtenteils in der Kehrichtverbrennung. Ein kleiner Anteil wird recycelt und für minderwertige Produktanwendungen wiederverwertet (z. B. Trittschalldämmung, Füllmaterial, Wärmedämmung usw.). Insbesondere in den Niederlanden, Frankreich, Großbritannien und Deutschland werden Matratzen mehr oder weniger flächendeckend gesammelt und recycelt. In Österreich und der Schweiz gibt es durch neu gegründete nationale Allianzen ebenfalls Bestrebungen, ein Recycling-Ökosystem für alte Matratzen aufzubauen.

### Kreislaufwirtschaft
Vergleichbare Daten zum ökologischen Fußabdruck von Matratzen sind kaum öffentlich verfügbar und variieren wegen der länderspezifischen Matratzenpräferenzen. Klar ist aber, dass weit über die Hälfte der produktbezogenen Umweltauswirkungen von Matratzen durch die eingesetzten Werkstoffe entstehen. Das legt nahe, dass Industrie, Politik und Gesellschaft mit der Umstellung von den Wegwerf-Matratzen auf kreislauffähige Matratzen eine große Hebelwirkung für die Reduktion vom ökologischen Fußabdruck hätten. Frankreich hat als erstes Land in Europa die Extended producer responsibility (EPR) im Matratzensektor eingeführt und somit die Produzenten verpflichtet, sich um eine nachhaltige Entsorgungslösung für ihre Matratzen zu kümmern. Mit dem European Green Deal wird im gesamten EU-Raum eine ähnliche Umsetzung folgen.

## Hygiene und Haltbarkeit
Eine Molton-Matratzenauflage (Spannauflage, Matratzenschoner) zwischen Matratze und Betttuch verzögert die Verschmutzung der Matratzenhülle und das Eindringen von Körperpartikeln und Staub in die Matratze.
Viele Matratzen sind mit einer waschbaren, abziehbaren Hülle ausgestattet. Auch der Schaumkern lässt sich in speziellen großen Waschmaschinen für Matratzen reinigen. In der Krankenpflege werden Matratzenauflagen bzw. Matratzenschoner aus wasserdichtem Material verwendet, die verhindern, dass Körperflüssigkeiten in die Matratze eindringen.
Viele Matratzentypen sollen nach Herstellerempfehlung (teilweise monatlich) gewendet oder abwechselnd gedreht und gewendet werden, um eine gleichmäßige Beanspruchung und längere Lebensdauer zu erreichen. Hierbei sind leichtere Matratzen in der Handhabung angenehmer als etwa weiche, schwere Latexmatratzen. Die Reinigung einer Matratze mit einem leistungsfähigen Staubsauger und schmaler Düse kann in Einzelfällen zur Klumpenbildung der Versteppung führen.
Matratzen nehmen nachts die vom Körper abgegebene Feuchtigkeit auf. Um die Feuchtigkeit während des Tages austrocknen zu lassen, kann es sinnvoll sein:
- die Matratze tagsüber nicht abzudecken und für eine unterseitige Belüftung zu sorgen,
- unmittelbar auf dem Boden liegende Matratzen tagsüber aufzustellen,
- im Zimmer eine mehrfache Stoßlüftung durchzuführen oder für eine kontrollierte Wohnungslüftung zu sorgen, notfalls in Form einer Spaltlüftung,
- die Tür zum Schlafzimmer dauerhaft geschlossen zu halten, sofern dessen Raumtemperatur niedriger liegt, um den Eintritt feucht-warmer Luft aus dem übrigen Teil der Wohnung zu vermeiden.

Die Nutzung einer Matratze ohne unterseitige Belüftung durch einen Lattenrost oder eine andere durchlässige Unterlage führt häufig innerhalb von wenigen Wochen zur Bildung von Schimmel- und Stockflecken an der Unterseite.
Beim Erwerb einer neuen Matratze nehmen viele Händler die alte Matratze kostenlos zurück. Ansonsten erfolgt die Beseitigung über den Sperrmüll oder die Stadtentsorgung.
Große Lattenabstände (über 4 cm) stellen erhöhte Anforderungen an die Steifigkeit der Unterseite der Matratze. Dünne und weiche Matratzen können sich durchdrücken. Manche Lattenroste erlauben es, die Nachgiebigkeit der Latten einzeln zu verstellen. Teilweise sind die Latten im belasteten Mittelteil doppelt oder stärker ausgeführt als am Kopf- und Fußende.

## Matratzenbranche und Preise
Die Margen im Matratzengeschäft sind hoch, Branchenkenner gehen von bis zu 300 Prozent aus.
Die Herstellererlöse für Matratzen betrugen 2014 für den deutschen Markt rund 863 Millionen Euro. 2015 lag der bundesweite Umsatz bei über einer Milliarde Euro. Mit Erfolg bedrängen Start-Ups mit neuen Geschäftsmodellen die etablierten Anbieter.

### Preisabsprachen in Deutschland
Im Januar 2014 verhängte die Europäische Kommission Bußgelder von rund 114 Millionen Euro gegen ein Kartell aus vier Schaumstoff-Herstellern, welche Preisabsprachen für Polyurethanweichschaum im Zeitraum von fünf Jahren trafen. Die am Kartell beteiligten Unternehmen Vita und Recticel besitzen Tochterunternehmen, die selber Matratzen anfertigen.
Das Bundeskartellamt verhängte 2014 und 2015 gegen die drei Matratzenhersteller Recticel Schlafkomfort, Metzeler Schaum und Tempur Bußgelder in Millionenhöhe. Die Hersteller hatten zuvor über mehrere Jahre hinweg Händlern den Verkaufspreis vorgeschrieben, was gegen das Wettbewerbsrecht verstieß. Händler, die von dem vorgegebenen Preis abwichen, mussten mit negativen Reaktionen wie Lieferverzögerungen bis hin zur Einstellung von Lieferungen rechnen. Alle drei Hersteller kooperierten bei den Ermittlungen mit dem Bundeskartellamt. Eine Preisabsprache zwischen den Herstellern konnte das Bundeskartellamt nicht erkennen. Die Verfahren gegen zwei weitere Hersteller, zwei Einkaufsverbände sowie einen Online-Händler wurden aus Ermessensgründen eingestellt.

## Gütesiegel

### Umweltzeichen Blauer Engel
Seit April 2006 vergibt die Blauer-Engel-Jury ihr Umweltzeichen auch für Matratzen, die über gesetzlich geregelte Bestimmungen hinaus
- umweltfreundlich hergestellt werden – dies betrifft insbesondere Textilien und Polstermaterialien,
- die in der Wohnumwelt aus gesundheitlicher Sicht unbedenklich sind und
- keine Schadstoffe enthalten, die bei der Verwertung erheblich stören.

## Matratzenbezüge
Die Bezüge lassen sich nach Webart und Material der Fasern unterscheiden.

### Webart
DrellDer traditionell bekannteste Matratzenbezug ist ein fest gewebter Stoff, der auch der Matratze straffe Liegeeigenschaften verleiht. Meist als fester Bezug gearbeitet, nicht abnehmbar.
VeloursVorteil ist samtiger Griff, trockene Oberfläche, Haltbarkeit. Nachteil: Häufig zu beobachten ist das Wandern von Molton oder Spannbetttuch auf der Matratze. Der Effekt ist vergleichbar mit der Teppichbrücke auf dem Teppichboden – auch die muss man immer wieder auf die richtige Stelle ziehen.
FrotteeVorteil ist angenehmer Griff, trockene Oberfläche, Haltbarkeit, Elastizität. Nachteil: Eventuell als etwas rau empfunden, möglich ist bei längerer Schlinge das Wandern von Moltonauflage der Laken auf der Matratze.
JerseyHat vor allem als Doppeltuch-Jersey eigentlich nur Vorteile. Elastisch, atmungsaktiv, haltbar, angenehm im Gebrauch.

### Material
Die als Naturmaterial angesehene Faser aus reiner Baumwolle hat wenig Rückstellkraft und ermüdet bei der ständigen Belastung durch Walken und Dehnen, wenn der Schlafende sich im Bett bewegt. Daher werden meist elastische Materialien wie Polyester oder das noch haltbarere Polyamid beigemischt. Aloe vera Beimischungen sollen das Tuch weich und geschmeidig machen. Relativ umweltfreundliche Weiterentwicklungen von Viskose wie Modal, Lyocell oder Tencel werden für zum Schwitzen neigende Menschen empfohlen.
Hinzu kommt eine Vielzahl an Funktionsfasern. Algenbeimischungen sollen die Haut verjüngen. Manche Bezüge sind mit desodorierenden oder bakterientötenden Zusätzen versehen. Allergiker sollten auf die Verträglichkeit der Zusatzstoffe achten. Als unverdächtig in dieser Hinsicht gelten Polyester und Polyamid.

### Versteppung
Haltbare Matratzenbezüge bestehen nicht nur aus einfachem Tuch, sondern sind mit einem Vlies versteppt. Bei waschbaren Ausführungen handelt es sich dabei in der Regel um PE-Faservlies. Schurwoll-, kamelhaar- oder seidenvliesversteppte Bezüge gibt man bis auf Ausnahmen (waschbare Schurwolle) bei Bedarf zur professionellen Reinigung. Versteppungen mit Wollsiegel-Schurwolle haben mindestens 500 g/m² Schurwolle. Sogenannte Schafwollversteppungen können aus wiederaufbereiteter Wolle bestehen. Polyester-Faservliese von 200 g/m² sind recht schwach, 400 g/m² ergibt ein komfortableres Feinpolster.

### Schlafklima
Vliese aus hochwertiger Polyester-Hohlfaser sollen annähernd so atmungsaktiv sein wie Schurwolle und sind angezeigt, wenn Allergiker ihren Matratzenbezug häufig waschen möchten. Eine neue Kaltschaummatratze mit polyesterverstepptem waschbarem Bezug ist zunächst allergenfrei; damit das so bleibt, gilt es, das Eindringen von Hautschuppen zu verhindern. Der Einsatz eines Encasing (milbendichte Hülle, beeinflusst die Liegeeigenschaften) kann damit lange hinausgeschoben werden. Rheumatikern empfiehlt sich wegen hoher Feuchtigkeitsaufnahme und -abgabe ein mit Schurwolle versteppter Bezug, dem ein besonders trockenes Schlafklima zugeschrieben wird. Hiervon unbeeinflusst ist das auch für die Lebensdauer wichtige regelmäßige Lüften der noch warmen Matratze gleich nach dem Aufstehen. Wer zum Schwitzen neigt, sollte zu einer gut durchlüfteten Kernkonstruktion eine dicke Versteppung des Bezugs wählen.
Das Faservlies muss mit dem Oberstoff versteppt sein, damit es sich nicht beim Gebrauch verschiebt. Die Steppnähte deuten oft als Muster die Liegezonen an, die man sich vor dem Kauf zeigen und erklären lassen sollte.
Für Allergiker gibt es spezielle unversteppte Bezüge, um eine echte, häufige Waschbarkeit zu garantieren, da beim Waschen versteppter Bezüge die verschiedenen Materialien verschieden eingehen und der Bezug dann meist verzogen und schwer beziehbar ist. Bei unversteppten Bezügen wird die Polsterung in einer speziellen Technik mit eingewebt. So kann sich der Bezug nicht verziehen.

### Verarbeitung
Abnehmbare Bezüge mit durchgehendem Reißverschluss, können zur Reinigung geteilt werden. Manche Matratzen besitzen Reißverschlüsse, die zur Montage verwendet wurden, aber nicht zur späteren Nutzung gedacht sind. Die Schieber haben dann unter Umständen keine Griffe oder Laschen oder fehlen ganz. Matratzen mit straff gespannten Bezügen lassen sich nach der Reinigung oft nur mit großen Schwierigkeiten wieder zusammensetzen. Je nach verwendeten Lagen und Materialien kann es Schwierigkeiten bereiten, das Kernmaterial ohne Faltenwurf in den Bezug einzubringen. Bezüge können sich beim Waschen unter Umständen aufwerfen oder einlaufen.
An der Matratze angebrachte Griffe dienen dem Drehen und Wenden und können beim Transport ausreissen. Matratzen mit Borderkante können und sollten Grifftaschen in ergonomischem Abstand haben. 

## Matratzen in anderen Ländern

### Vereinigte Staaten

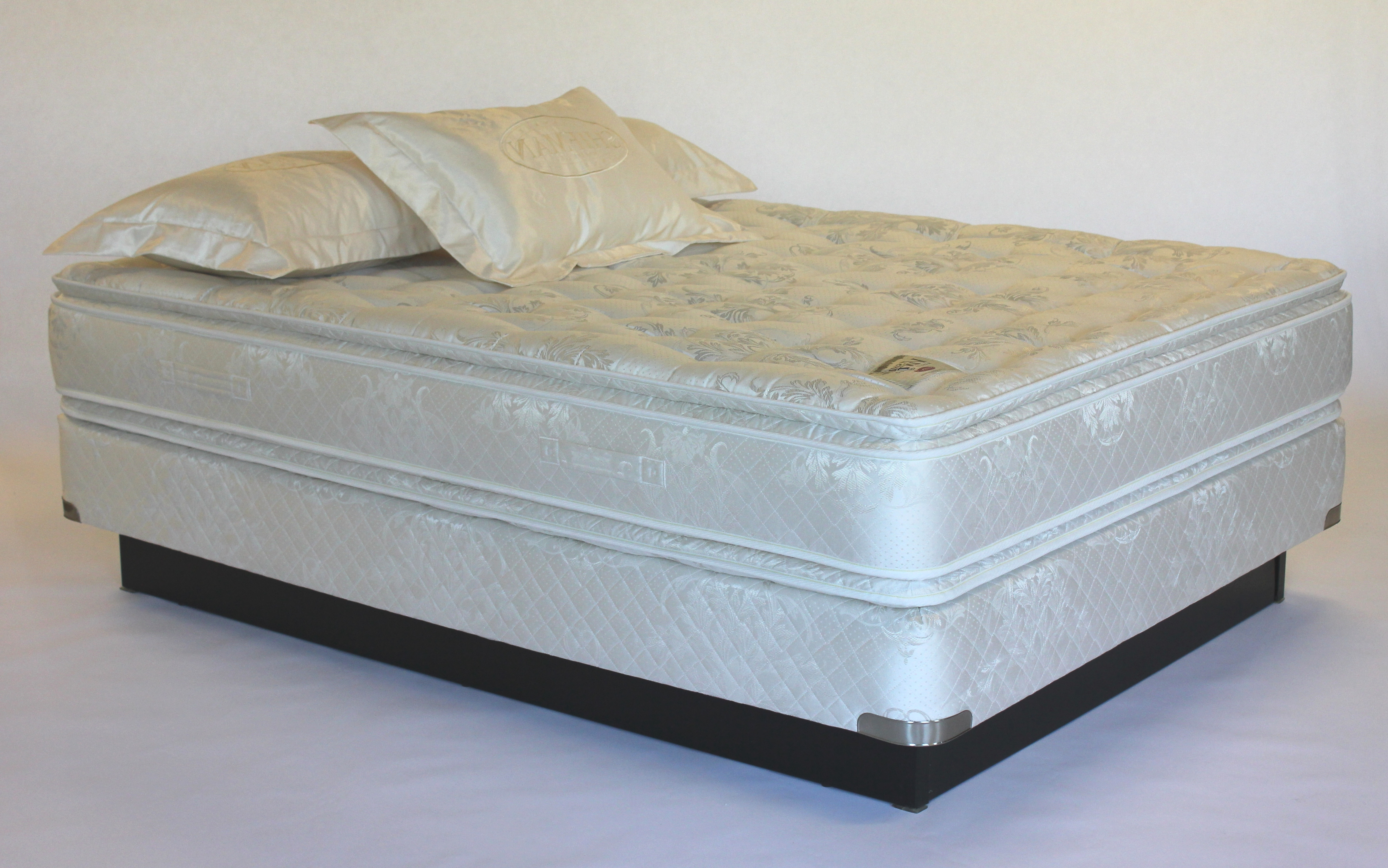
Doppelseitige Federkernmatratze auf einer Boxspringmatratze mit einer Auflage aus gewebtem Damast

In den Vereinigten Staaten sind handelsübliche Matratzen dicker als in Europa (15 bis 46 cm; meist ca. 25 cm) und haben auch andere Längen- und Breitenmaße. Eine Single- oder Twin Size-Matratze misst 99 cm × 190 cm (39″ × 75″), eine Double- oder Full Size-Matratze 137 cm × 190 cm (54″ × 75″), eine Queen Size-Matratze 152 cm × 203 cm (60″ × 80″), eine King Size-Matratze 192 cm × 203 cm (76″ × 80″) und eine California-King-Size-Matratze 182 cm × 213 cm (72″ × 84″). Für Kleinkindbetten und vereinzelt auch für Erwachsenenbetten gibt es darüber hinaus noch weitere Formate.
Die Matratze liegt üblicherweise nicht auf einem Lattenrost, sondern auf einer Federkern-Untermatratze (Box-spring), d. h. einem mit Stoff bespannten, auf einem Gestell aufliegenden Holzrahmen, der ebenfalls Federungselemente enthält, aber weitaus härter ist als die eigentliche Matratze. Die Matratze wird in den USA nicht nur mit einem Spannbetttuch bezogen, sondern häufig zuvor auch mit einem Mattress topper bedeckt, der – aus Schaum hergestellt – für zusätzlichen Komfort sorgen soll. Oftmals wird die Matratze auch nicht direkt auf die Untermatratze gelegt, sondern ruht auf einem Bed skirt, dessen angenähter Volant farblich zur Bettwäsche passt und die Untermatratze samt Gestell verdeckt.
Federkernmatratzen bilden den größten Anteil der im Handel befindlichen Matratzen. Daneben werden auch Viskoelastische Matratzen (memory foam mattresses), Latexmatratzen und Naturmatratzen gehandelt. Die größten amerikanischen Matratzenhersteller sind Sealy Corporation, Serta, Simmons Bedding Company, Spring Air, King Koil, Tempur-Pedic und Restonic.

## Sonstiges
Im übertragenen Sinn wird das Wort Matratze auch für Objekte für gänzlich andere Zwecke verwendet:
- Gleitschirme und Drachen, die nicht wie ursprünglich aus einer Schicht Textil, sondern aus zwei mit zahlreichen (Längs-)Stegen verbundenen Schichten Stoff aufgebaut sind, um sich dadurch im Flug zu einer voluminösen Tragfläche mit einer gewissen Steife aufzublähen. Die Proportionen der Seiten des (gewölbten) Quaders entsprechen etwa denen einer Matratze zum Liegen.
- Als Kranmatratze wird eine Unterlagsmatte bezeichnet, die auf weichem Gelände als Unterlage für das Befahren insbesondere mit Autokränen dient, deshalb steif gegen Eindellen und Durchbiegen sein muss und dafür eine gewisse Dicke aufweisen muss.[22]
- Luftmatratzen dienen aufgeblasen als Schwimmhilfe, schwimmende Liegefläche oder Schlafunterlage beim Campieren.